# Mecynorhina mukengiana
Mecynorhina mukengiana är en skalbaggsart som beskrevs av Hermann Julius Kolbe 1884. Mecynorhina mukengiana ingår i släktet Mecynorhina och familjen Cetoniidae. Inga underarter finns listade i Catalogue of Life.